# Centrale solaire de White Cliffs

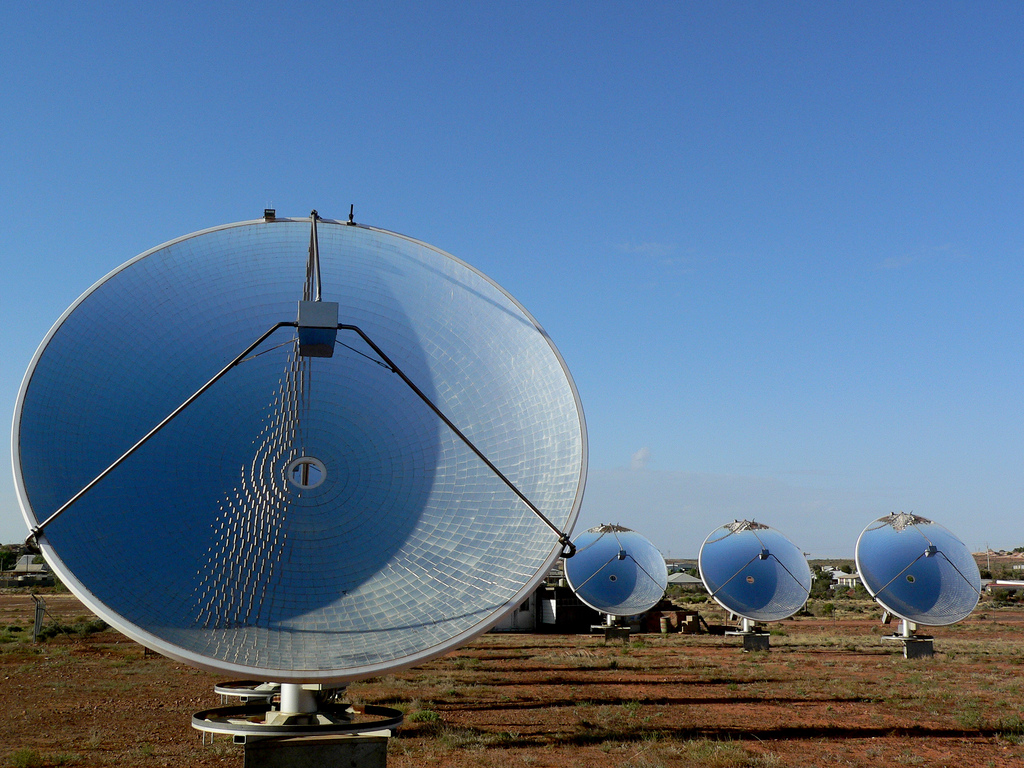
Centrale solaire de White Cliffs

La centrale solaire de White Cliffs a été la première centrale solaire d'Australie. Elle est située à White Cliffs, en Nouvelle-Galles du Sud, qui a été choisi car le site dispose de l'ensoleillement le plus élevé de la Nouvelle-Galles du Sud. En 1981, lorsque la station a été construite, elle n'avait pas de connexion au réseau électrique.

## Historique
Construite par une équipe de l'Université nationale australienne, la station se compose de quatorze antennes paraboliques de cinq mètres, recouvertes chacune de plus de 2000 miroirs et montées sur un support héliostatique. Des batteries ont été utilisées pour fournir une alimentation 24 heures sur 24 à certains bâtiments du canton, et un générateur diesel existant est conservé pour assurer la charge de la batterie lorsqu'un faible ensoleillement ou des vents forts empêchaient l'utilisation de la station solaire pendant de longues périodes.
En 1996, à la suite du raccordement au réseau de la commune, la centrale est convertie au photovoltaïque. Les paraboles sont resurfacées et les collecteurs d'origine remplacés chacun par un groupe de 16 cellules photovoltaïques refroidies à l'eau. Dans sa nouvelle forme, la station délivre jusqu'à 45 kWe. Les batteries et le générateur diesel sont retirés et la production a été injectée dans le réseau électrique.
La centrale électrique connectée au réseau fonctionne pendant environ 6 ans, générant des données précieuses sur les performances et l'efficacité à long terme des modules. La centrale cesse ses activités en décembre 2004 et est reprise par le propriétaire du site.
En 2006, Engineers Australia place un marqueur patrimonial « reconnaissant l'importance technique de ce qui est sans doute considéré comme la première centrale solaire commerciale au monde »,,.
En 2012, il est proposé que le site soit utilisé comme musée.